# Piri Weepu
Piri Avahou Tihou Weepu (* 7. září 1983, Lower Hutt, Nový Zéland) je bývalýnovozélandský ragbista. Nastupoval obvykle na místě mlýnové spojky.
Účastnil se Super Rugby v dresu Wellington Hurricanes a Auckland Blues. V roce 2014 přestoupil do týmu nováčka anglického RFU Championship London Welsh RFC. Klubovou kariéru ukončil v roce 2017.
Nový Zéland reprezentoval od roku 2004 do roku 2013, připsal si za 71 zápasů 103 bodů. Pětkrát se stal vítězem Poháru 3 Národů (2005 - 2008, 2010) a v roce 2012 vyhrál Rugby Championship. 
Byl členem týmu na domácím Mistrovství světa v ragby 2011, které Novozélanďané vyhráli. Ve čtvrtfinálovém utkání proti Argentině proměnil sedm trestných kopů a byl vyhlášen nejlepším hráčem utkání. V tomtéž roce byl nominován na cenu IRB Player of the Year, kterou ale nakonec získal Francouz Thierry Dusautoir.
Je maorského a niueského původu, jeho starší bratr Billy Weepu hrával rugby league za tým Aotearoa Maori (reprezentace novozélandských Maorů). 

## Kariéra

### Klubová kariéra
- 2004 - 2011 Hurricanes
- 2012 - 2014 Blues
- 2014 - 2015 London Welsh
- 2015 Oyonnax Rugby
- 2016 - 2017 Racing Club Narbonnais
- 2017 Wairarabaa Bush Rugby